# Château de Moncley
Le château de Moncley est un château de style néoclassique du XVIIIe siècle à Moncley et partiellement sur celle d'Émagny dans le Doubs en Bourgogne-Franche-Comté (15 km au nord-ouest de Besançon). Le château et ses dépendances sont classés au titre des monuments historiques le 13 janvier 1944, puis en 2002. Il est ouvert à la visite de mai à octobre.

## Historique
Le château est bâti entre 1778 et 1790 par l’architecte Claude Joseph Alexandre Bertrand (disciple de l'architecte Claude-Nicolas Ledoux) à proximité d'une ancienne forteresse féodale d'origine, pour le marquis François Terrier de Santans (premier président du Parlement de Besançon, également propriétaire de l'Hôtel Terrier de Santans de Besançon). Il est la propriété de la même famille depuis sa construction.
Le style néoclassique présente de magnifiques exemples en Franche-Comté, le château de Moncley en est un. Le château recèle une remarquable collection de papiers peints posés de 1785 à 1787, de nombreuses pièces de mobilier et tableaux d'époque…

## Description
Situés au centre d'un vaste domaine agricole avec jardin d'agrément, le corps de logis et les communs forment un plan en U, enserrant la cour d'honneur en terrasse. La façade côté cour est ornée de quatre colonnes évoquant un temple grec. La façade sur terrasse, cantonnée de deux tours, est centrée par une rotonde. À l'intérieur, on peut voir un vestibule à l'italienne avec colonnes et un décor Louis XVI d'origine comprenant une série de papiers peints.
Le bâtiment sud des communs conserve une cuisine voûtée d'ogives ; à côté, se trouvent les écuries et le manège. En contrebas de l'aile nord, la ferme est constituée par deux bâtiments parallèles qui délimitent le verger-potager. 

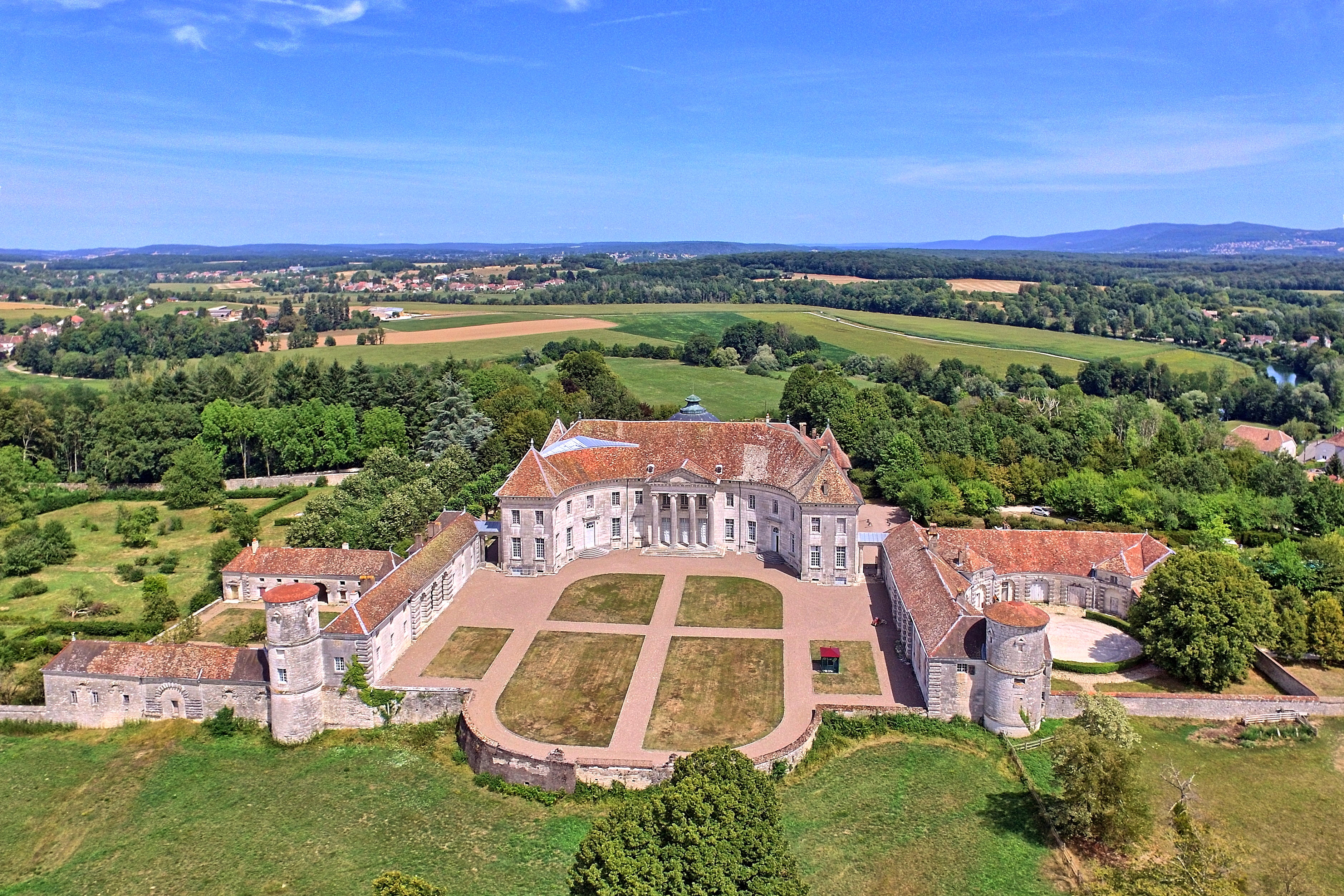
Vue aérienne du château et ses dépendances.

## Protection
L'ensemble des bâtiments du château de Moncley et leurs décors ; l’ensemble foncier composant les cours, parc, avenues, potager et verger ; le portail, les murs de clôture et de soutènement ; les sous-sols du parterre avec les vestiges de l'ancien château à l'est ainsi que plusieurs parcelles cadastrales sur les communes de Moncley et d'Émagny font l’objet d’un classement au titre des monuments historiques depuis le 23 décembre 2005.
Certaines parcelles cadastrales sur la commune d'Émagny font l’objet d’une inscription au titre des monuments historiques depuis le 23 décembre 2005.
En outre, le château renferme du mobilier classé.